# Modisimus solus
Modisimus solus är en spindelart som beskrevs av Willis J. Gertsch och Peck 1992. Modisimus solus ingår i släktet Modisimus och familjen dallerspindlar. Inga underarter finns listade i Catalogue of Life.